# Somló József
Somló József, született Salamon József Jakab (Szilágysomlyó, 1891. október 17. – Budapest, 1954. május 21.) magyar operaénekes (tenor), énekmester.

## Élete
Salamon Jenő és Keszler Etel gyermekeként született, izraelita családban. 1938-ban áttért a római katolikus vallásra. Manheit Jakab énekiskolájában tanult. Első szerepét Kassán kapta 1914 októberében a Cigánybáróban. Fellépett Pozsonyban, Eperjesen, Lőcsén, Temesvárott, Aradon, Brassóban, Szegeden és Debrecenben. Az első világháború idején Prágában volt katona. 1921-től 1925-ig a Magyar Állami Operaház tagja.
1917. május 26-án Kassán házasságot kötött Schmidt Konstancia Franciskával.
A Farkasréti temetőben temették el. Sírját felszámolták.

## Igazgatói voltak
- Faragó Ödön
- Ábrányi Emil
- báró Wlassich Gyula
- Mader Raoul
- Badnai Miklós

## Főbb szerepei
- Hofmann meséi: címszerep
- Faust: címszerep
- Bánk bán: Ottó
- Bohémek: Bodolf
- Carmen: Don Jósé
- Parasztbecsület: Turiddu
- Holtak szigete: Timaeus
- Turandot: Pong
- Rigoletto: herceg
- Cremonai hegedűs: Sandro
- Szevillai borbély: Almaviva
- Álarcosbál: Biccardo
- Falstaff: Ponton
- Bolygó hollandi: Kormányos
- Bajazzók: Beppo
- Don Pasquale: Ernesto